# نزيل قاعة ويلدفيل
نزيل قاعة ويلدفيل (بالإنجليزية: The Tenant of Wildfell Hall) هي الرواية الثانية والأخيرة لكاتبتها الإنجليزية آن برونتي. نُشرت لأول مرة عام 1848 تحت الاسم المستعار أكتون بيل. ربما كان نجاح الروايات الهائل والمدهش، أكثر صدمةً من روايات برونتي. بعد وفاة آن أعادت شقيقتها تشارلوت نشر الرواية في إنجلترا حتى 1854.
كُتبت الرواية بالأسلوب الرسائلي من جيلبرت ماركام إلى صديقه حول الأحداث المرتبطة بلقائه أرملة شابة غامضة، تدعو نفسها هيلين غراهام، التي وصلت إلى قاعة ويلدفيل، وهو قصر إليزابيثي بقي فارغًا لسنوات عديدة، مع ابنها الصغير وخادمة. بخلاف قواعد أوائل القرن التاسع عشر، تواصل هيلين مسيرتها الفنية وحصلت على المال عن طريق بيع لوحاتها. سرعان ما أثارت وحدة السيدة غراهام الإشاعات في القرية المجاورة وأصبحت منبوذة اجتماعيًا. رفض جيلبرت تصديق أي شيء فاضح عنها، وأصبح صديقًا للسيدة غراهام واكتشف ماضيها. في المذكرات التي أعطتها لجيلبرت، تروي هيلين تدهور حالة زوجها الجسدية والمعنوية بسبب الكحول والفجور في المجتمع الأرستقراطي. في نهاية المطاف تهرب هيلين مع ابنها، الذي ترغب بشدة في إنقاذه من تأثير والده. كما أن تصوير الصراع الزوجي وتحديد هوية المرأة مهنيًا له رسالة أخلاقية قوية كسر من حدتها معتقدات آن برونتي في التصالح الكوني.
يعتبر معظم النقاد الآن أن نزيل قاعة ويلدفيل واحدة من أوائل الروايات النسوية. قالت ماي سنكلير، في عام 1913، «إن إغلاق باب غرفة نوم [هيلين] في وجه زوجها أمر تردد صداه في جميع أنحاء إنجلترا الفيكتورية». عندما تركت هيلين زوجها وأخذت طفلهما، لم تنتهك الأعراف الاجتماعية فحسب، بل انتهكت أيضًا النظام الإنجليزي في أوائل القرن التاسع عشر.

## الخلفية والموقع
تتوافق بعض جوانب حياة وشخصية شقيق الكاتبة برانويل برونتي مع آرثر هانتينغدون في روايتها نزيل قاعة ويلدفيل. فهو يشبه برانويل برونتي بثلاثة جوانب: حسن المظهر الجسدي، ومغامراته الجنسية (قبل علاقته بزوجة صاحب العمل، السيدة روبنسون، يُعتقد أن برانويل أنجب طفلًا غير شرعي توفي عند الولادة)، وخاصة في إدمانه للكحول. هناك شخصية أخرى في الرواية، اللورد لوبورو، له ارتباط بالأفيون الذي من الممكن أن يؤثر أيضًا في سلوك برانويل.
مصدر آخر محتمل للرواية هو قصة السيدة كولينز، زوجة المشرف المحلي، التي زارت في نوفمبر 1840 والد آن، باتريك برونتي، للحصول على المشورة بشأن سلوك زوجها الكحولي التعسفي. كانت نصيحة السيد برونتي أن تترك السيدة كولينز زوجها. عادت السيدة كولينز إلى هاورث في ربيع عام 1847، بينما كانت آن تكتب نزيل قاعة ويلدفيل، وأخبرتها كيف تمكنت من بناء حياة جديدة لها ولطفليها.
يعتقد كاتب سيرة حياة آل برونتي وينفريد غيرين أن أصل قاعة ويلدفيل هي قاعة بوندين، وهو منزل ريفي بالقرب من ستانبري في غرب يوركشاير. تشارك قاعة بوندن بعض التفاصيل المعمارية مع ويلدفيل، بما في ذلك النوافذ الشبكية والرواق المركزي.
اقترحت إلين نوسي، صديقة شارلوت برونتي، قاعة بلاك في ميرفيلد، وهو المكان التي عملت فيه آن كمعلمة، نموذجًا لغراسديل مانور، مقر آرثر هنتنغدون في البلاد، لإدوارد موريسون ويبيريس، وهو فنان كُلف بتجسيد روايات الأخوات برونتي في عام 1872. على أي حال لم يكن النموذج يتطابق مع قاعة بلاك ولا ثورب غرين، بل منزل آخر عملت فيه آن كمعلمة تطابق تمامًا مع غراسديل.
ليندن كار، القرية التي تقع قرب قاعة ويلدفيل، هي في يوركشاير. تعني كار باللهجة الشمالية بركة أو أرض منخفضة وموحلة. وتعني كلمة هوب في ليندنهوب في الإنجليزية الشمالية الشرقية وادي مطوق صغير.

## ملخص الحبكة
قُسمت الرواية إلى ثلاث مجلدات:

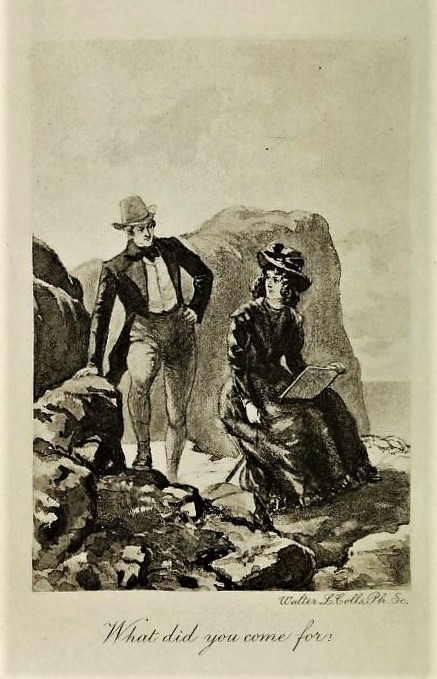
رسم توضيحي يعود إلى عام 1901 لمشهد من الفصل السابع من رواية "مستأجر قاعة وايلدفيل" للكاتبة آن برونتي.

الجزء الأول (من الفصل 1 حتى 15): يروي جيلبرت ماركهام وصول أرملة غامضة، السيدة هيلين غراهام، إلى قاعة ويلدفيل، وهو قصر قريب. وبسبب فضول المجتمع الصغير، تُجذب السيدة غراهام المتحفظة وابنها الصغير آرثر ببطء إلى الأوساط الاجتماعية في القرية. في البداية حاول جيلبرت ماركهام بالتودد من إليزا ميلوارد بشكل عرضي، على الرغم من اعتقاد والدته أنه كان يمكن أن يتقرب منها بشكل أفضل. يقل اهتمامه بإليزا عندما يتعرف على السيدة جراهام. في سبيل الانتقام، تنشر إليزا (وربما تخلق) شائعات فاضحة حول هيلين. مع انتشار الشائعات، يقتنع جيلبرت بأن صديقه السيد لورنس على علاقة بالسيدة غراهام. في لقاء يحصل صدفة على الطريق يضرب جيلبرت لورنس بمقبض سوط، ما تسبب في سقوطه عن حصانه. على الرغم من أنها ليست على علم بهذه المواجهة، لا تزال هيلين جراهام ترفض الزواج من جيلبرت، لكن عندما يتهمها بأنها على علاقة مع لورانس تعطيه مذكراتها.
الجزء الثاني (من الفصل 16 حتى 44): مأخوذ من مذكرات هيلين، حيث تصف زواجها من آرثر هانتينغدون. هنتينغدون الوسيم والذكي مدلل كثيرًا وأنانيًا ومنغمسًا في الملذات. قبل أن يتزوج هيلين، غازل أنابيلا، واستخدم هذه الأساليب ليتلاعب بهيلين ويقنعها بالزواج منه. ولأن الحب أعمى هيلين تزوجته، وقررت إصلاحه بالإقناع اللطيف والمثال الجيد. بعد ولادة طفلهماا الوحيد، يصبح هنتينغدون غيور بشكل متزايد من ابنهم (يسمى آرثر أيضًا).
غالبًا ما تورطت مجموعة أصدقاء هانتينغدون في مشاجرات نتيجة الثمالة في منزل العائلة، غراسديل، ما عكر أولئك الذين يتمتعون بشخصية راقية. صُور كل من الرجال والنساء على أنهم منحطون أخلاقيًا. على وجه الخصوص، تظهر أنابيلا، التي هي الآن ليدي لوبورو، أنها غير مخلصة لزوجها الكئيب المخلص.
صارح والتر هارجريف، شقيق صديقة هيلين، ميليسنت هارجريف، بمشاعره لهيلين. في حين أنه ليس بطيش أقرانه، إلا أنه معجب غير مرحب به: تشعر هيلين بطبيعته الجامحة عندما يلعبون الشطرنج. يخبر والتر هيلين بعلاقة آرثر مع ليدي لوبورو. عندما انصرف أصدقاؤه، أجهر آرثر علنًا عشقه وسخر من زوجته، لكنه لم يمنحها الطلاق.
بسبب إفساد آرثر لابنه -تشجيعه على الشرب والشتم في سنه المبكرة- الذي كان القشة الأخيرة لهيلين، تقرر هيلين الهروب لإنقاذ ابنها لكن يكتشف زوجها نيتها بالهروب من مذكراتها ويحرق أدواتها الفنية التي كانت تأمل بدعم نفسها بواسطتها. في نهاية المطاف، بمساعدة شقيقها، السيد لورانس، وجدت هيلين لنفسها ملجأ سري في قاعة ويلدفيل.
الجزء الثالث (من الفصل 45 حتى 53): بعد قراءة جيلبرت لليوميات. تطلب هيلين من جيلبرت أن يتركها لأنها ليست حرة للزواج. ينفذ جيلبرت طلبها وسرعان ما يعلم أنها عادت إلى غراسديل لأن زوجها مريض للغاية. تذهب خدمات هيلين عبثًا، وموت هانتينغدون مؤلم لأنه مشحون بالرعب لما ينتظره. لا يمكن لهيلين مواساته، لأنه يرفض تحمل مسؤولية أفعاله ويرغب بدلًا من ذلك أن تأتي معه لتتوسل من أجل خلاصه.
بعد مرور عام. يسعى جيلبرت إلى نشر إشاعة عن زفاف هيلين الوشيك، ليكتشف أن السيد لورانس، الذي أصبح على وفاق معه، على وشك الزواج من صديقة هيلين إستر هارجريف. يذهب جيلبرت إلى غراسديل، ويكتشف أن هيلين ثرية الآن وتعيش في مزرعتها في ستانينجلي. يسافر إلى هناك، لكنه يعاني من القلق لأنها الآن أعلى بكثير من درجته الاجتماعية. بالصدفة واجه هيلين وعمتها وآرثر الصغير. يتصالح العاشقان ويتزوجان.

## روابط خارجية
- نزيل قاعة ويلدفيل على موقع الموسوعة البريطانية (الإنجليزية)